# Tell Her About It
Tell Her About It ist ein Lied von Billy Joel aus dem Jahr 1983, das von ihm geschrieben und von Phil Ramone produziert wurde. Es erschien im Album An Innocent Man. Im Song ermahnt Joel einen jungen Mann, der es verpasst hatte, seiner Geliebten zu sagen, dass er sie liebt und dabei die Chance verpasst mit ihr zu gehen.

## Geschichte
Die Veröffentlichung fand im Juli 1983 statt. Die Recording Industry Association of America zertifizierte den Song am 3. April 2001 mit der Goldenen Schallplatte.

## Musikvideo
In der Handlung des Musikvideos bietet Billy Joel mit einigen Studiomusikern den Song bei einer Imitation der Ed Sullivan Show dar.

## Kommerzieller Erfolg

### Chartplatzierungen
| ChartsChartplatzierungen       | Höchstplatzierung | Wochen |
| ------------------------------ | ----------------- | ------ |
| Vereinigte Staaten (Billboard) | 1 (18 Wo.)        | 18     |
| Vereinigtes Königreich (OCC)   | 4 (12 Wo.)        | 12     |

| ChartsJahrescharts (1983)      | Platzierung |
| ------------------------------ | ----------- |
| Vereinigte Staaten (Billboard) | 45          |

### Auszeichnungen für Musikverkäufe
| Land/Region                  | Auszeichnungen für Musikverkäufe (Land/Region, Auszeichnung, Verkäufe) | Verkäufe  |
| ---------------------------- | ---------------------------------------------------------------------- | --------- |
| Kanada (MC)                  | Gold                                                                   | 50.000    |
| Vereinigte Staaten (RIAA)    | Platin                                                                 | 1.000.000 |
| Vereinigtes Königreich (BPI) | Silber                                                                 | 200.000   |
| Insgesamt                    | 1× Silber · 1× Gold · 1× Platin ·                                      | 1.250.000 |

Hauptartikel: Billy Joel/Auszeichnungen für Musikverkäufe

## Coverversionen
- 1996: RIAS Big Band Berlin feat. Horst Jankowski
- 2003: Paul Anka